# Kilcoole
Cill Chomhghaill (in irlandese) o Kilcoole (forma anglicizzata) è una cittadina nella contea di Wicklow, in Irlanda.